# Ekota (Edmonton)
Ekota é um bairro em Edmonton, Alberta, Canadá. Está localizado em Knottwood, em Mill Woods. Na língua Cree, Ekota significa "lugar especial".
O bairro é limitado ao norte pela 23 Avenue, a leste pela 66 Street e ao sul e oeste pela Mill Woods Road South.

## Dados demográficos
No censo municipal da cidade de Edmonton em 2012, Ekota tinha uma população de 2 560 habitantes em 947 habitações, uma variação de -3,6% em relação à população de 2 655 2009. Com uma área de 0,82 quilômetro quadrados (0,32 sq mi), tinha uma densidade populacional de 3 122 pessoas/km2 em 2012.
No censo de 2001, havia 2.830 pessoas residindo no bairro. A população é etnicamente diversa, com quase três em cada quatro residentes fornecendo vários grupos étnicos no censo. Apenas um em cada quatro se identificou com um único grupo étnico. O número de pessoas que se identificaram como aborígenes foi significativamente menor que 1%. Onde os residentes indicaram um único grupo étnico, foram os seguintes os grupos mais comuns indicados (porcentagens como proporção da população total).
| Grupo étnico   | Número | Porcentagem |
| -------------- | ------ | ----------- |
| Canadense      | 290.   | 6,0%        |
| Alemão         | 185    | 3,8%        |
| Leste da Índia | 185    | 3,8%        |
| Chinês         | 115    | 2,4%        |
| Filipino       | 105    | 2,2%        |
| Polonês        | 90     | 1,9%        |
| Inglês         | 80     | 1,7%        |
| Ucraniano      | 50.    | 1,0%        |

## Escolas
Existem duas escolas no bairro. Os alunos do Edmonton Public School System frequentam a Escola Primária de Ekota, enquanto os alunos do Edmonton Catholic School System frequentam a Escola Católica St. Clement.

## Compras e serviços
Os moradores têm bons acessos às compras com o shopping center Mill Woods Town Center, localizado a nordeste no bairro de Mill Woods Town Center.
Logo ao norte do Mill Woods Town Center, no bairro de Tawa, fica o Grey Nuns Community Hospital e a sede da Divisão Sul do Serviço de Polícia de Edmonton.
Juntos, Mill Woods Town Center e Tawa formam o núcleo comercial e de serviços de toda a área de Mill Woods.
Imediatamente ao norte do bairro fica Mill Woods Park. O Mill Woods Recreation Center está localizado em Mill Woods Park.